# Spolno razmnožavanje
Spolno razmnožavanje, seksualna reprodukcija ili generativno razmnožavanje predstavlja biološki proces u kojem nastaju novi organizmi rekombiniranjem genetičkoga materijala dvaju organizama, pri čemu prvo dolazi do mejoze — specijalizirane stanične diobe za proizvodnju haploidnih gameta od diploidnih somatskih stanica. Tako spajanjem gameta u zigotu, svaki od dva roditeljska organizma doprinosi polovici genetičke konstitucije potomka.
Većina organizama oblikuje dvije različite vrste gameta. Kod anizogamnih vrsta (nejednakih gameta), dva spola nazivaju se  muški (proizvodi spermu ili mikrospore) i ženski (proizvodi jaja ili megaspore). Kod izogamnih vrsta, gamete su slične ili identične po obliku (izogamete), ali mogu imati i različita svojstva (onda se označavaju različitim imenima). Na primjer, kod zelene alge (Chlamydomonas reinhardtii) postoje tzv. „plus” i „minus” gamete. Nekoliko vrsta organizama, kao što su cilijate (npr. Paramecium aurelia), ima više od dvije vrste „spolova” (singeni).
Oplodnjom nastaje jednostanična zigota, koja sadrži genetički materijal iz obje gamete. U procesu zvanom genetička rekombinacija, genetički materijal (DNK) spaja se tako što se homologne kromosomske sekvence međusobno poravnavaju, i tome slijedi razmjena genetičke informacije. Dvije stanične diobe zatim proizvode četiri stanice kćeri s polovicom broja kromosoma iz svake originalne roditeljske stanice i istim brojem kromosoma kao roditelji. U ljudskoj reprodukciji svaka ljudska stanica sadrži 46 kromosoma u 23 para. Mejozom u roditeljske gonade nastaju gametne stanice, koje sadrže 23 kromosoma svaka. Kada se gamete kombiniraju putem spolnog odnosa nastaje oplođeno jaje. Potomak ima 23 kromosoma od svakog roditelja genetički rekombiniranih u 23 kromosomska para ili 46 ukupno.
Stanična mitozna dioba zatim inicira razvitak novoga individualnoga organizma u obliku višestaničnoga organizma, uključujući životinje i biljke, za većinu kojih je to primarna metoda reprodukcije.
Evolucija spolne reprodukcije velika je zagonetka, jer populacija s nespolnom reprodukcijom ima unutrašnji kapacitet brže rasti sa svakom generacijom. Definitivna prednost spolne reprodukcije je sprečavanje akumulacije genetičkih mutacija.
Spolna selekcija oblik je prirodne selekcije u kojoj se neke individue u većoj mjeri reproduciraju od drugih u populaciji, jer su one pogodniji partneri za spolnu reprodukciju. To se opisuje kao „moćna evolucijska sila koja ne postoji u nespolnim populacijama”.